# Ghiacciaio Terra Nova
Il ghiacciaio Terra Nova è un ghiacciaio lungo circa 9 km situato sulla costa settentrionale dell'isola di Ross, nella regione centro-occidentale della Dipendenza di Ross, in Antartide. Il ghiacciaio, il cui punto più alto si trova a circa 1450 m s.l.m., fluisce verso nord lungo il versante settentrionale della sella presente tra il monte Erebus e il monte Terra Nova fino a entrare nella baia di Lewis.

## Storia
Il ghiacciaio Terra Nova è stato scoperto nel 1840 dalla spedizione comandata da Sir James Clark Ross ma è stato così battezzato solo nel 1963 da A. J. Heine, membro di una spedizione neozelandese di esplorazione antartica svolta nell'area nel 1962-63, in omaggio alla Terra Nova, una nave utilizzate durante la spedizione Terra Nova, condotta dal 1910 al 1913 e comandata da Robert Falcon Scott.